# Саутвест Мидлсекс (Онтарио)
Саутвест Мидлсекс (енгл. Southwest Middlesex) је општина у Канади у покрајини Онтарио. Према резултатима пописа 2011. у општини је живело 5.860 становника.

## Становништво
Према резултатима пописа становништва из 2011. у граду је живело 5.860 становника, што је за 0,5% мање у односу на попис из 2006. када је регистровано 5.890 житеља.
| 2006. | 2011. |
| ----- | ----- |
| 5.890 | 5.860 |